# 통근열차 (대한민국)
통근열차(通勤列車)는 한국철도공사, 철도청 에서 운행했던 중단거리 통근형 열차 등급 이름이다. 1996년 도시통근형 디젤 액압 동차 도입과 함께 신설된 통일호가 전신이며, 통일호 폐지와 함께 대체 목적으로 2004년 4월 1일 신설되었다.
신설 당시에 비해 많은 편수를 줄였으며 새마을호, 무궁화호로 대체되거나 복선전철화에 따른 수도권 전철 편입으로 축소되다가 2023년 12월 18일까지 광주선 셔틀열차로 운행하다가 최종퇴역 하였다. 열차 운행 종료를 단행한 이유는, 내구연한 25년을 넘긴 데다 차량 노후화로 인한 디젤 열차의 특성상 미세먼지 등 대기 환경에 악영향을 미칠 우려가 많다는 판단 하에, 27년만에 통근열차는 역사 속으로 사라졌다.

## 차량
- 도시통근형 디젤 액압 동차 (Commuter Diesel Car; CDC)

통일호 폐지 및 통근열차 등급 신설 당시인 2004년에는 구간에 비해 운행에 투입할 차량이 부족하여 문제가 발생했으나, 운행 노선이 축소되면서 잉여 차량이 발생하게 되었다. 이러한 문제를 해소하기 위하여 총 131량 중 3량을 바다열차로, 4량을 경북관광순환테마열차로, 96량을 무궁화호로 각각 개조하는 작업이 이루어졌다.

## 운행

### 과거 운행 구간
- 경부선 → 무궁화호로 대체
- 호남선 → 무궁화호로 대체
- 경전선 → 무궁화호로 대체
- 진해선 → 새마을호로 대체
- 대구선 → 무궁화호로 대체
- 중앙선 → 무궁화호로 대체
- 동해남부선 → 동해선 광역전철, 무궁화호로 대체
- 전라선 → 무궁화호로 대체
- 경원선 → 의정부~연천 수도권 전철 1호선으로 대체
- 경의선 → 서울~문산~임진강 수도권 전철 경의·중앙선으로 대체
- 군산선 → 새마을호 및 무궁화호로 대체
- 정선선 → 무궁화호로 대체
- 광주선 → 무궁화호로 대체

## 운임
2011년에 조정된 운임이 2019년 현재까지 사용되고 있다. 거리비례제로, 킬로미터당 31.69원을 적용(10의 자리에서 반올림)하되, 최소 운임을 1,600원으로 책정했다. 이 임률에 따르면 기본 50km 구간 이내에서는 최소 운임이 적용된다. 단, 2009년 7월 1일부터 특정운임 1,000원 (성인 기준)이 적용되었다.

## 안내방송
통근열차는 대부분 승무원에 의한 육성안내방송을 시행한다.
다만 아주 드물게 경원선을 운행하는 통근열차에서 자동 안내방송을 사용하기도 하는데, 자동 안내방송은 수도권 전철과 거의 유사한 문안으로 이루어져 있으나, 내리는 문에 대한 안내가 없다는 것이 특징이었다. 경의선이 복선 전철화되기 전에 운행된 통근열차에서는 대곡역에서 대화, 지축 방면 일산선 전철로의 환승을 유도하는 안내방송도 시행하였었다.
1990년대 중반에 녹음한 안내방송을 한번도 변경하지 않고 사용했었다. 따라서 새로 개통된 역이나 역명이 변경된 역의 경우, 새로운 음원을 적용하지 않고 승무원에 의한 육성 안내방송을 실시하는 경우가 많았었다. 2009년 7월까지 운행한 경의선 통근열차의 경우 운행이 종료되기 전까지 '통일호' 로 방송이 나갔었다.

### 성우
- 한국어: 김수희
- 영어: 유미나

## 같이 보기
- 한국철도공사